# توم تورنر (مهندس معماري)
توم تورنر (بالإنجليزية: Tom Turner)‏ هو مهندس معماري بريطاني، ولد في 5 مايو 1946 في ووكينغ في المملكة المتحدة.